# Tournée della nazionale australiana di cricket in Inghilterra 1882
La Tournée della nazionale australiana di cricket in Inghilterra 1882, consistente in una serie di una partita, si è disputata in Inghilterra tra il 28 e 29 agosto 1882, ed ogni partita si è svolta secondo le regole del test cricket. Le partite si sono disputate al Kennington Oval di Londra. Si tratta della seconda tournée in Inghilterra, dopo quella della stagione 1880
La serie è terminata 1-0 in favore dell'Australia e ha dato vita alle The Ashes

## Risultati

### Test 1
| 28-29 agosto Referto |

| Inghilterra     | v | Australia     |
| 101 (71,3 over) |   | 63 (80 over)  |
| 77 (55 over)    |   | 122 (63 over) |

- Australiavince il sorteggio e decide di battere

## Conseguenze
Nella sfida disputata a partire dal 28 agosto 1882 al The Oval di Londra per la prima volta nella storia la selezione inglese fu sconfitta in casa dalla selezione australiana destando non poco scalpore e delusione nei tifosi inglesi. Ironicamente in quei giorni la rivista Sporting News pubblicò un ironico necrologio per ricordare la "morte" del cricket inglese e il fatto che le ceneri sarebbero state portate in Australia:

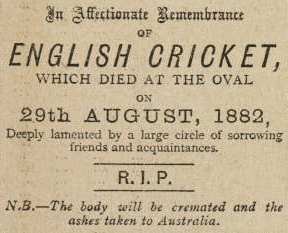
Il necrologio

In Affectionate Remembrance
of
ENGLISH CRICKET,
which died at the Oval
on
29th AUGUST, 1882,
Deeply lamented by a large circle of sorrowing
friends and acquaintances
----
R.I.P.
----
N.B.—The body will be cremated and the
ashes taken to Australia.